# Maria Krzywiec
Maria Krzywiec, właśc. Maria Krzywiec-Kramarew (ur. 6 sierpnia 1897 w Tyfilisie, zm. 27 maja 1973 w Warszawie) – polska aktorka teatralna i śpiewaczka operowa, pedagog muzyczny.

## Życiorys

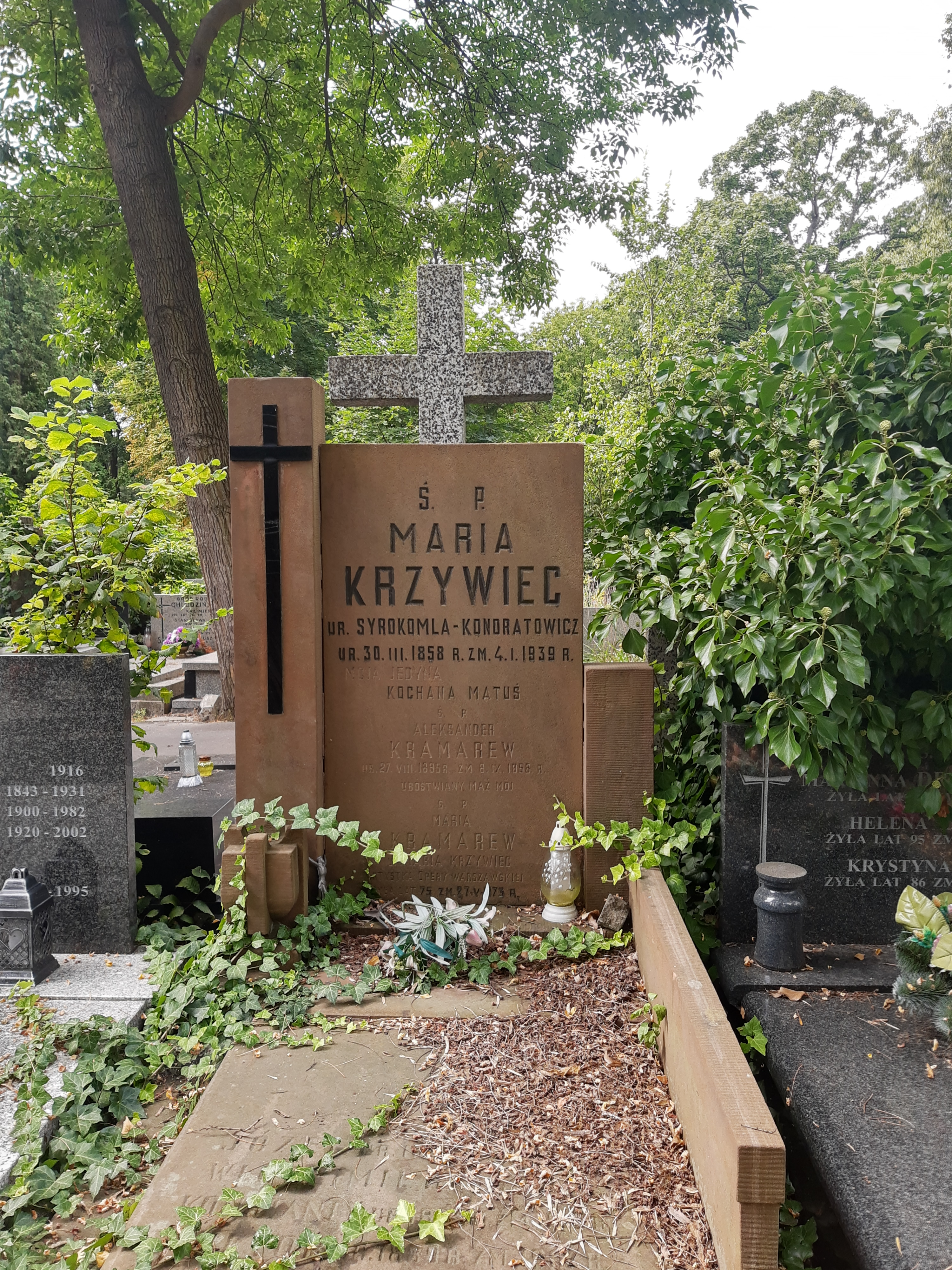
Grób Marii Krzywiec na cmentarzu Bródnowskim

W 1917 ukończyła czteroletnie studia wokalne w moskiewskim konserwatorium muzycznym, pobierała lekcje śpiewu u Ginanniny Russ. Od 1917 przez dwa lata śpiewała w operetce kijowskiej, w 1919 przeniosła się do Warszawy. W sezonie 1920-1921 występowała w Teatrze Miraż, a rok później w Teatrze Nowym. Od 1922 do 1930 występowała w teatrach objazdowych, a następnie podjęła pracę w operze lwowskiej. Występowała tam jeden sezon, po czym powróciła do Warszawy, gdzie przez cztery sezony była śpiewaczką Teatru Wielkiego. Od 1935 do 1939 ponownie występowała w składzie teatru objazdowego. Po 1945 zajęła się pracą pedagogiczną, początkowo w Gdańsku i Szczecinie, a następnie w Warszawie. Pracowała w ogniskach Warszawskiego Towarzystwa Muzycznego, a także jako korepetytorka w Operze warszawskiej. Od 1 kwietnia 1961 przeszła w stan spoczynku, zmarła 27 maja 1973 i została pochowana na cmentarzu Bródnowskim (kwatera 29A-5-7).